# Ghiacciaio Douglas
Il ghiacciaio Douglas (in inglese Douglas Glacier) è un ghiacciaio lungo circa 45 km, situato sulla costa di Lassiter, nella parte orientale della Terra di Palmer, in Antartide. Il ghiacciaio, il cui punto più alto si trova circa 700 m s.l.m., fluisce in direzione est-nord-est tagliando in due i monti Werner, fino a unire il proprio flusso a quello del ghiacciaio Bryan, poco a nord del monte Broome, ed entrare quindi nell'insenatura New Bedford.

## Storia
Il ghiacciaio Bryan è stato mappato dallo United States Geological Survey grazie a ricognizioni terrestri dello stesso USGS e a fotografie aeree scattate dalla marina militare statunitense tra il 1961 e il 1967; in seguito è stato così battezzato dal Comitato consultivo dei nomi antartici in onore di Everett L. Douglas, un biologo di base alla stazione Palmer nell'estate 1967-68.